# 로 대 웨이드 사건
로 대 웨이드 사건(Roe v. Wade, 410 U.S. 113, 1973년)은 헌법에 기초한 사생활의 권리가 낙태의 권리를 포함하는지에 관한 미국 대법원의 가장 중요한 판례였다. 2022년 6월 24일에 도브스 대 잭슨 여성 건강 기구 사건에 대한 판결에 의하여 무효화되었다.

## 설명

### 판결의 의미: 여성의 성적 자기결정권
로 대 웨이드 판결은 여성의 성적 자기결정권중 하나로서 낙태할 권리를 법으로써 존중한 판결이다. 그때까지 미국의 대부분의 주는 여성의 생명이 위험한 경우가 아닌 한 낙태를 금지하고 있었는데, 로 대 웨이드 판결로써 여성의 성적 결정권을 국가가 간섭할 수 없다고 판결한 것이다.
한국방송통신대학교 문화교양학부에서 펴내는 여성인권 교과서인 《성, 사랑, 사회》에 따르면, 제인 로라는 가명을 쓴 텍사스 주 비혼 여성은 낙태를 금지한 텍사스 주 형사법이 개인의 자기 결정권을 침해한다고 대법원에 소송을 하였으며, 소송 당시 로는 성폭력을 당해, 원치않는 임신을 한 상태였다. 당시 텍사스 주 법에서는 상술한 바와 같이 여성의 생명이 위험할 때에만 낙태를 허용하였다. 1973년 연방 대법원은 다수의견 7, 소수의견 2로 원고승소판결을 했다. 헌법에서 개인의 사생활을 존중하고 있으므로, 임신초기 여성의 낙태를 허용할지 안 할지는 여성이 스스로 판단해야 한다는 판결이다. 여성의 결혼, 비혼모가 될지, 되지 않을지를 판단함, 임신, 출산 등의 재생산권, 낙태, 성행위 등 성적인 결정을 여성이 스스로 결정할 권리인 성적 자기 결정권을 미국 연방 대법원이 존중한 판결이다.
이 로 판결에 따르면, 낙태를 처벌하는 대부분의 법률들은 미국 수정 헌법 제14조의 적법절차조항에 의한 사생활의 헌법적 권리에 대한 침해이므로 헌법에 어긋나는 법(위헌)이다. 이로 인해 낙태를 금지하거나 제한하는 미국의 모든 주와 연방의 법률들이 폐지되었다. 이 사건의 판례는 미국 대법원이 내린 판결 중 역사상 가장 논쟁이 되었고 정치적으로 의미가 있는 판례중 하나이다. 실제 미국 대선에서는 후보의 사상을 판단하는 기준이 낙태 찬성과 반대일 정도로 여성의 성적 자기결정권 인정, 불인정은 정치적으로도 의미가 크다.

## 논란
여기서 로(Roe)나 도(Doe)는 실제 당사자의 사생활 보호를 위해 사용하는 명칭이다. 제소인인 제인 로 (Jane Roe)의 본명은 노마 매코비(Norma McCorvey)로 그녀는 낙태하기 원했던 아이를 낳았고 수십년 후에는 낙태 반대운동에 앞장선 것으로 알려져 왔으나 죽기 직전 다큐멘터리에서 한 인터뷰에서 그것은 낙태 반대 운동단체들에게 돈을 받아 그런 것이며, 현재까지도 낙태에 관한 권리를 보장받아야한다고 답변했다.
덜 알려진 케이스로, 도 대 볼턴(Doe v. Bolton) 판결도 같은 시기에 선고되었다.

## 미국 정치의 중요한 이념
미국에서 낙태 문제는 진보와 보수를 가르는 대표적인 쟁점이다. 민주당 성향 유권자는 대체로 낙태를 찬성하고, 공화당 성향 유권자는 그 반대다. 1973년 연방대법원이 로 대 웨이드 사건에서 낙태를 합법화하는 판결을 내린 뒤 보수 진영은 이 판결을 뒤집기 위해 사력을 다해왔다. 이후의 공화당이 장악한 연방대법원 판결들, 공화당 성향의 주정부는 주법률의 재개정으로, 최대한 낙태 합법화를 저지하는 조치를 취해왔다.

## 언론 보도
미국 CBS 2022. 6. 24. 방송 내용은 다음과 같다.
https://youtu.be/_J6A7fAwUTk
0:00
to abortion we can tell you right now that in a six to three decision written by justice samuel alito the court has
우리는 지금 당장 여러분에게 말할 수 있어요 판사 새뮤얼 알리토에 의해 인용된 육 대 삼의 결정에서 법원은
0:07
ruled that states can decide whether abortion should be legal or illegal
판결했어요 낙태가 합법이나 불법이어야하는지 주정부가 결정할 수 있다고요
0:13
that means according to this um decision according to justice alito the constitution does not confer a right to
그것은 의미해요 이 결정에 따르면 판사 알리토에 따르면 헌법은 권리와 합치하지 않는다고요
0:20
abortion roe versus wade and casey have been overruled i have the opinion nora
낙태에의 권리요 로 대 웨이드 그리고 케이시는 효력을 잃었어요 저는 생각해요 노라
0:27
now so we only have the majority it's a five to four opinion there is a majority written by
이제 우리만 다수를 가지고 있어요 그것은 오 대 사 의견이에요 인용된 다수가 있어요
0:32
justice alito that says roe versus wade is history that landmark 1973 ruling
판사 알리토에 의해서요 그것은 말해요 로 대 웨이드 판결은 역사라고요 그 기념비적인 1973년 판결
0:39
that said a woman had a constitutional right to abortion now goes back to the states who can set their own policies on
낙태에 헌법적 권리를 여성이 가진다고 말했던 그 판결은 주정부에게로 다시 돌아가요 그들 자신의 정책을 설정할 수 있는 주정부요
0:46
abortion and decide whether or not they want to ban it entirely again it's a 5-4
낙태의 전책이요 그리고 완전히 다시 그것을 금지하기를 그들이 원하는지 아닌지를 결정할 수 있는 주정부요 그것은 오 대 사
0:51
decision there are three fierce descents by the liberal justices which we are printing out now and we'll be getting
결정이에요 우리가 지금 기록하고 있는 진보 판사들에 의한 세 건의 격렬한 저항이 있어요 그리고 우리는 가고 있을 거예요
0:57
through all of this but based on my quick scan so far and this is a lengthy opinion it appears
모든 이것을 통과해서요 하지만 이제까지의 저의 빠른 훑어보기에 기반해서요 이것은 긴 생각이에요
1:04
to track somewhat closely there will be differences to the draft that leaked
다소 가까이 탐색하는 것은 나타내요 누출된 초안과의 차이가 있을 거라고요
1:10
almost two months ago now that also reflected the court was poised to overturn roe versus wade so we had that
거의 두 달 전에 누출된 거요 로 대 웨이드를 법원이 뒤집을 준비가 되었다는 것도 이제 반영되었으니 그래서 우리는 가졌어요  
1:17
signal then and today we get the final ruling that 49 year old landmark ruling
그때 그 신호를요 그리고 오늘 우리는 얻어요 그 마지막 판결 그 49년 지난 기념비적인 판결
1:23
that made abortion rights the law of the land grounded in the constitution is overturned this is this is huge nora
낙태권을 만들었던 판결이요 헌법에 새겨진 그 법이 뒤집혀요 이것은 이것은 거대해요 노라
1:30
i mean almost immediately in 23 states now this means that access to abortion is severely restricted there's about
제 말은요 거의 즉시 23개 주에서 이제 이것은 의미해요 낙태에의 접근권이 심각하게 제한되어요 있어요 대략
1:37
nine states that have codified it states like new jersey states like connecticut but this will be a patchwork of
9개 주가요 그것을 법제화해온 주가요 뉴저지 같은 주 코네티컷 같은 주 하지만 이것은 땜질이 될 거예요
1:43
differing laws this kicks off an incredible legal fight jan i know you've been following us in the
달라지는 법들의 땜질이요 이것은 믿을 수 없는 법적 분쟁을 시작할 거예요 잰 저는 알아요 당신은 우리와 함께해오고 있다는 것을요
1:49
states to test whether those laws on the books reflect the will of their constituents or
주정부들 안에서요 그런 법전이 그들의 [사회]구성체의 의지를 나타내는지 혹은
1:55
the political outcome of a very motivated constituency on this issue that is so divisive and so
매우 동기화된 구성체의 정치적 산물을 나타내는지를 실험하기 위해서요 이 사안에서요 매우 당파적이고 매우
2:02
galvany galvanizing on both sides of the aisle we cannot overestimate the importance of what is happening today
촉발적인 사안이요 길의 양 극단에서요 오늘 일어나고 있는 것의 중요성을 우리는 과잉해석할 수 없어요
2:07
because for half a century women have been guaranteed the federal right of constitutional right to abortion the supreme court saying today that the
헌법에 보장된 낙태권이라는 연방의 권리를 50년 이상 여성은 보장받아왔기 때문이에요 대법원은 오늘 말하고 있어요
2:14
constitution does not confer a right to abortion it will be left up to the states and legislatures so therefore the
헌법은 낙태권을 명시하지 않는다라고요 그것은 주정부와 주의회에 남겨질 거예요 그러므로
2:22
people that's right this is how they want abortion policy to look in their states what is the legal
맞아요 이것은 합법이 무엇인지를 그들의 주정부에서 판단하는 낙태 정책을 그들이 얼마나 원하는지예요
2:28
um undergirding behind justice alito's majority opinion well justice alito in
판사 알리토의 다수 의견 뒤에서 힘받고 있어요 글쎄 판사 알리토
2:34
in this majority opinion joined by those four conservatives essentially says that roe was wrongly decided from the outset
이것 안에서 4명의 보수주의자에 의해 얻어진 다수 의견은 본질적으로 말해요. 로 법은 잘못 결정되었다고요. 태생적으로요.
2:41
there is no constitutional provision that mentions abortion a right to privacy it is not grounded in the text
낙태, 개인의 권리를 말하는 어떠한 헌법적 근거도 없다고요. 그것은 조항에 근거하지 않아요.
2:47
of the constitution or in the history of this country where states even when the 14th amendment which has of course that
헌법의 조항이요. 혹은 이 나라의 역사에서요. 심지어 수정 헌법 14조 때도. 물론이요.
2:54
very important liberty protection was ratified shortly after that was ratified in the late mid to late 1800s
매우 중요한 자유 보호는 비준되었어요. 1800년대 중후반에 그것이 비준되었던 후에
3:01
all states made abortion a crime so he goes back and looks and says roe is just wrong and yes starry decisis which means
모든 주들이 낙태를 범죄로 만들었어요. 그렇게 그는 되돌아 가서 보고 말해요. 로가 완전히 틀렸어. 네. 찬란한 판결이에요.
3:11
we let the decision stand that's an important consideration and that's why the court in 1992 refused to
우리는 그 결정을 서있게 했어요. 그것은 중요한 생각이에요. 그리고 그것이 이유예요. 1992년에 법원이 거절한 이유요.
3:17
overturn roe versus wade but today the court is saying the court in 92 was wrong
로 대 웨이드를 번복하길 거부한 거요. 하지만 오늘 법원은 92년의 법원이 틀렸었다고 말하고 있어요.
3:24
this was wrong when it was decided and it is our duty to correct it as a matter of constitutional law because again
이것은 틀렸어요. 그것이 결정되었을 때요. 합헌적 법의 문제로 그것을 수정하는 것은 우리의 의무예요. 왜냐하면 다시
3:30
constitutional rulings uh judges generally get to decide those they're not like if you disagree with
합헌적 판결. 그러니까. 만약에 여러분이 동의하지 않는다면
3:36
the law that the congress passes and congress can amend it it's very difficult to pass a constitutional amendment
국회가 통과시킨 법에 동의요. 국회가 그것을 수정할 수 있어요. 헌법적 수정을 통과시키는 것은 매우 어려워요.
3:42
is the fact that roe versus wade the direct result of the three conservative justices that president trump put on the
트럼프 대통령이 집어넣었던 세 명의 보수적 판사들의 직접적 결과예요.
3:49
supreme court yes yes yes because this is why elections matter no matter what side of this issue
대법원에 집어넣었어요. 네 네 네. 이것이 왜 선거가 중요한지예요. 이 사안의 어느 쪽에 여러분이 있는지 상관 없이요.
3:56
you are. on the addition under president trump of three conservative justices who
트럼프 대통령의 아래에서 낙태권에 반대하는 세 명의 보수적 판사의 추가로
4:02
oppose abortion rights the opinion was written by justice samuel alito. he was nominated for
초안이 새뮤얼 알리토 판사에 의해 인용되었어요. 그는 조지 더블유 부시 대통령을 위해
4:08
president george w bush. it was joined by justice clarence thomas nominated by president george h bush. and the three
임명되었어요. 조지 더블유 부시 대통령에 의해 임명된 클라렌스 토마스 판사에 의해 그것은 충원되었어요. 그리고 그 공판에 참여했던 세 명의
4:15
other conservatives who joined that opinion justice neil gorsuch justice brett kavanaugh and amy coney barrett
다른 보수주의자 닐 고서치 판사, 브렛 캐버노 판사, 에이미 코니 배럿 판사
4:20
all three nominated by president trump. you need five votes to have a majority.
모든 세 명은 트럼프 대통령에 의해 임명되었어요. 여러분은 다수를 가지기 위해 5표를 필요로 해요.
4:25
there's another conservative on that court chief justice john roberts. he did not join this majority. he's written
그 법원에 다른 보수주의자 존 로버츠 부장 판사가 있어요. 그는 이 다수에 참여하지 않았어요.
4:31
separately saying that he agrees with the outcome. but that suggests he's not willing to go as far as this court. as he
그는 결과에 동의한다고 말하면서 그는 따로 인용되었어요. 하지만 그가 이 법원만큼 멀리 갈 의지를 가지고 있지 않다는 것을 그것은 나타내요.
4:38
suggested an oral argument. and of course remember this all started in mississippi. right. when mississippi passed a 15-week
그가 구두 변론을 제안할 때요. 그리고 물론 미시시피에서 이 모든 게 시작했다는 것을 기억하세요. 맞아요. 미시시피가 낙태에 15주 금지를 통과시켰을 때,
4:45
ban on abortion, i want to dig into the chief justice roberts thing in just a moment. but first i want to go to our
그냥 잠시 로버츠 부장 판사에 대해 저는 캐길 원해요. 하지만 처음에 우리 워싱턴 주특파원인 메이저 개럿에게 저는 가길 원해요.
4:51
chief washington correspondent major garrett. because he is there at the supreme court. and of course the crowds
왜냐하면 그가 거기 대법원에 있기 때문이에요. 물론 군중이
4:58
are erupting. the supreme court a fortress. tell us what you're seeing.
폭발하고 있어요. 대법원은 요새예요. 당신이 보고 있는 것을 우리에게 말해주세요.
5:04
so nora. what we need to know. is and observe is. this landmark opinion which many americans millions of them will
그래서 노라. 우리가 무엇을 알 필요가 있지요? 많은 수백만 명의 미국인이 낙태에의 기대되고 이해 가능한 접근권의
5:10
view as a retrenchment of an expected and understood right to access to abortion has been delivered from within,
축소로 여기는 이 기념비적인 판결은
5:16
as you just said, a fortress. the supreme court is surrounded on all sides by two layers of fencing. the street you see
당신이 방금 말했듯이 요새 안에서부터 전해졌어요. 대법원은 두 겹의 벽에 의해 모든 담이 둘러싸여졌어요.
5:23
behind me is first street in front of the east capital of the capital united states. there are about 250 protesters
저의 뒤로 여러분이 보는 거리는 미국 수도 동부 앞의 첫번째 거리예요.
5:30
about equally divided on this issue. and immediately after it was clear that
이 사안에 대해 거의 똑같이 나뉘어진 약 250명의 집회참가자가 있어요.
5:35
the dobbs decision had been released there was a roar from those who've all opposed abortion rights. we can see with
도브즈 [미시시피 주 보건 공무원(낙태 반대)] 결정이 내려졌다는 것이 명백해졌던 이후로 즉시 낙태권을 완전히 반대해온 사람들로부터 포효가 있었어요.
5:41
our camera embedded into the protesters. that many of those on the so-called pro-life side are crying
집회참가자들 안에 설치된 우리 카메라로 우리는 볼 수 있어요. 소위 생명우선 쪽의 그 많은 사람들은 기쁨에 울고 흐느끼고 있어요.
5:47
weeping in joy. those who are on the pro-choice so-called side are angry and anguished.
이른바 찬성우선 쪽에 있는 사람들은 화나고 분노했어요.
5:54
and what is clear from the street protests again it's not large in number. there have been larger protests in
거리 집회에서 명확한 것은 다시 숫자 상으로 많지 않아요.
5:59
washington to be sure. but they are passionate. they are inflamed. and it is quite clear from within this fortress
확실히 워싱턴에서 더 큰 집회가 있어왔어요. 하지만 그들은 열정적이에요.
6:05
this decision will not be the last word on access to abortion at the state level
6:11
or probably in the united states congress. nora. major garrett. thank you.
주정부 수준에서 혹은 아마도 미국 국회에서 낙태에 접근권에 대한 마지막 말이 이 결정이 아닐 거라는 것이 이 요새 안에서부터 매우 명확해요. 노라. 개럿 주특파원. 고마워요

## 같이 보기
- 해리 블랙먼 연방대법원 판사